# Centaurea kizildaghensis
Centaurea kizildaghensis — вид квіткових рослин айстрових (Asteraceae). Ендемік Туреччини (південна Анатолія). Він обмежений серпентинними скелястими схилами Кизил-Даґ і тісно пов'язаний із C. pseudokotschyi Wagenitz і C. drabifolioides Hub.-Mor., від яких він відрізняється характеристиками стебел, листків і придатків філярій.